# مریم‌آباد (گرگان)
مریم آباد، روستایی است از توابع بخش مرکزی شهرستان گرگان در استان گلستان ایران.مالکيت روستاي فوق در گذشته متعلق به بزرگ مالکي بوده است که در اين استان در بسياري از روستاهاي املاک و اراضي زيادي داشته است . شخص مذکور دو دختر به نام هاي مريم و معصومه داشته است به همين دليل نام دو روستا را در اين استان به نام دخترهايش نامگذاري مي کند ، به طوري که يکي از روستاها را معصوم آباد و ديگري را مريم آباد نام نهاده است .
در مورد پيشينه تاريخی روستا و اين که چگونه پديد آمد اطلاعات دقيق و مستندی در دست نيست تنها مطالبی که می شود بدان ها اشاره کرد کشفيات و نقل قول های سالمندان روستاست . خاطرات و شنيده های سالخوردگان روستا در مورد سابقه روستا در مکان فعلی به چند صد سال می رسد . و از قبل از آن چيزی نشنيده و نمی دانند تنها به اين بسنده می کنند که قبل از آن هم سکونت در اين مکان رواج داشته  است   
مشخصات و اداب  رسوم مردمان روستای  مریم اباد
در روستا مریم اباد  دو قنات وجود دارد  مریم اباد از  نظر جغرافیایی   نزدیک ترین روستا به  شهر گرگان است   در   بلوار مریم   که ورودی  مریم اباد است  خط گاز  وجود دارد    آب این روستا از  جایی در بلوارمریم به دست می‌آید    شغل جوانان روستا   بیشتر نگهبانی  حفر چاه و غیره ..... است 
مسجد مریم اباد 
مسجد مریم اباد رسوم قدیمی روستا را هنوز در خود جا داده هست
هر سال محرم  در روستا  زرشک پلو  پخته و  مردم  در مسجد جمع میشوند و عزاداری میکنن   بیشتر این غذا ها از هزینه مردم و کسانی  که نذر دارن  به دست می اید
خانواده ها و فامیلی های اصیل روستا :
۱. رستمکلایی 
۲. منقوش 
۳. حاجی زاده 
۴. زاغی
۵. حیدری 
۶. یوسفی(یوسف مجنی)
۷.شریفی
۸.صالحی
۹.درویشی 
فامیلی  های  برجسته این روستا  
عباسپور _سرگزی_ یوسفی نژاد_گزمه_صوفی_خادم_نظام پرست

## جمعیت
این روستا در دهستان استرآباد جنوبی قرار داشته و براساس سرشماری سال ۱۳۸۵جمعیت آن ۷۸۸ نفر (۱۹۶ خانوار) بوده است.